# Topanga Canyon
Topanga est un canyon dans la région de Los Angeles, en Californie dans les montagnes de Santa Monica. Le nom lui a été donné par les Amérindiens qui occupaient la région, les Tongvas et signifierait « le lieu au-dessus. » 

## Présentation
Dans les années 1960, le secteur attire beaucoup d'artistes, dont Neil Young, Woody Guthrie et d'autres. Charles Manson et sa « famille » fréquentent les lieux également avant les meurtres. En juillet 1969, le professeur de musique Gary Hinman est tué à son domicile de Topanga par Bobby Beausoleil, proche de la famille Manson.
Le canyon est resté une enclave pour les artistes et les musiciens de toutes sortes.
Une célèbre discothèque, le Topanga Corral, reçoit à cette époque de nombreuses stars de la musique, comme Canned Heat (dont le fondateur, Alan Wilson, succombera à une surdose de drogue en septembre 1970 alors qu'il campait seul dans le canyon), Derroll Adams, Emmylou Harris, Crazy Horse, Ramblin' Jack Elliott.
L'actrice Lisa Bonet s'y installe après son divorce de Lenny Kravitz en 1993. Sa fille, Zoë Kravitz, vit avec elle pendant cinq ans. Le compositeur Danny Elfman y vivait aussi au moment de la composition du générique des Simpsons (1989).
L'artiste Chris Burden y installe un atelier, où il conçoit notamment l'installation Urban Light.

## Utilisation dans la culture
La chanson de Billy Joel Getting Closer de 1986 album évoque le canyon « I'm a mark for every shyster from Topanga to Berlin. ». John Phillips lui a dédié la chanson Topanga canyon sur son album John, the wolfking of L.A.. 
Lana Del Rey évoque le canyon dans sa chanson Heroin de son album Lust for Life de 2017 : « Topanga is hot tonight, the city by the bay... »
L'action du roman América de T. C. Boyle, se déroule en partie dans le canyon, où Cándido et son épouse América vivent dans des conditions précaires.
La chanson Tompanga du rappeur Trippie Redd sortie en 2018 cite le lieu : « I might take that lil' b**** to Topanga/ I might take your lil' a** to Topanga. »
Le canyon apparaît dans le jeu vidéo Grand Theft Auto V sous le nom de Banham Canyon.
Le prénom du personnage de Topanga Lawrence Matthew dans les séries Incorrigible Cory et Le Monde de Riley provient également du nom du canyon.